# Onthophagus alexeevi
Onthophagus alexeevi es una especie de insecto del género Onthophagus de la familia Scarabaeidae del orden Coleoptera.

## Historia
Fue descrita científicamente por primera vez en el año 2010 por Tarasov, Krikken & Huijbregts.